# Maxi Rolón
Maximiliano Brian Rolón,  mais conhecido como Maxi Rolón (Rosario, 19 de janeiro de 1995 – Casilda, 14 de maio de 2022) foi um futebolista argentino que atuava como ponta e meia-atacante. Era irmão do também futebolista Leonardo Rolón.

## Carreira
Iniciou sua carreira no clube Orono, do bairro de Rosario. Por problemas familiares continuou seu desenvolvimento no Centro-Oeste da cidade, jogando pelo Atlético Luján, que deixou em algumas semanas para atuar em uma equipe filial do Barcelona na Argentina.
Em março de 2009 Rolón foi contratado pelo Barça, e foi integrado nas categorias de base do clube após impressionar durante os períodos de teste. Após ter sido emprestado ao Cornellà em 2013 por não possuir passaporte europeu, voltou ao Barça em janeiro de 2014 e foi integrado à equipe juvenil.

### Barcelona B
Foi registrado em uma  vagas extra-comunitária do clube, porém, não recebeu permissão de disputar nenhuma  das duas primeiras divisões do Campeonato Espanhol até que completasse 18 anos. No início da temporada 2014/15, Rolón foi promovido ao Barcelona "B", juntamente com outros sete jogadores. Jogou a pré-temporada com os reservas liderados por Eusebio Sacristán, fazendo sua estreia em uma derrota por 1 a 0 para o Lugo, porém apenas disputou sete partidas oficiais na temporada, com sua equipe sendo rebaixada.
Rolón marcou seu primeiro gol como profissional em 20 de setembro de 2015, garantindo a vitória do Barça B sobre o Olot. No dia 1 de fevereiro de 2016, mesmo sendo regularmente utilizado, Rolón rescindiu seu contrato com o clube.

### Santos
Em 16 de fevereiro de 2016, Rolón assinou com o Santos até o final do ano. Sem muitas oportunidades acabou jogando apenas cinco jogos, em 7 de julho, rescindiu o contrato com o clube.

## Seleção Argentina
Em 6 de janeiro de 2015, Humberto Grondona, treinador da Argentina Sub-20, apresentou a lista de 32 jogadores para a Sul-americano Sub-20 no Uruguai, incluindo Rolón e seu irmão Leonardo. Em 10 de janeiro, Maxi e Leonardo foram incluídos na lista definitiva de Grondona.
Rolón marcou um dos gols contra o Brasil, e foi campeão com a Argentina.

## Morte
Faleceu em um acidente de trânsito no dia 14 de maio de 2022, em um trecho da Rota 33, entre as cidades de Pujato e Casilda, na província de Santa Fé, na Argentina. O acidente ocorreu quando o carro de Maxi, um Fiat Punto, se chocou contra uma árvore. Ariel Rolón, seu irmão gêmeo, também morreu no mesmo acidente.

## Títulos

### Equipes
Barcelona
- UEFA Youth League: 2013–14

Santos
- Campeonato Paulista: 2016

Coquimbo Unido
- Primera B: 2018

### Seleção Argentina
Argentina (Sub-20)
- Campeonato Sul-Americano Sub-20: 2015